# 金馬賓館當代美術館
金馬賓館當代美術館（英語：ALIEN Art Centre）是位於臺灣高雄市鼓山區的一座當代美術館，是少數由舊時軍事建築改建而成。2019年獲選《Shopping Design》雜誌「年度最佳人文百景獎」。

## 沿革
金馬賓館原是為前往金門、馬祖前線的中華民國國軍親屬送別、探親而建於臺灣的賓館。金馬賓館於1959年開始籌備、1967年由中華民國軍人之友社興建完工後捐贈中華民國國防部，後於1998年轉由交通部鐵路改建工程局管理使用；2012年，交通部鐵路改建工程局搬遷，金馬賓館一度廢棄閒置；2018年，高雄市政府都市發展局委由御盟集團與其旗下永添藝術進行金馬賓館再造活化，蛻變為當代美術館，並於2018年11月28日正式開幕，成為高雄融合當代藝術與歷史記憶的文化地標。。
位於基隆市的金馬賓館已拆除。

## 交通資訊

### 公車
| 編號    | 經營業者 | 區間                                    | 備註           |
| ------- | -------- | --------------------------------------- | -------------- |
| 56      | 港都客運 | 高雄火車站 （捷運高雄車站）－壽山動物園 | 逢週一停駛。   |
| 56 區間 | 港都客運 | 壽山動物園－捷運鹽埕埔站                | 例假日行駛。   |
| 99      | 港都客運 | 香蕉棚（棧二庫棧二之一庫）－慈德堂      |                |
| 219A    | 港都客運 | 加昌站－捷運鹽埕埔站                    |                |
| 219B    | 港都客運 | 加昌站－捷運鹽埕埔站                    | 延駛合群社區。 |

### 輕軌
- 高雄環狀輕軌：
  - 壽山公園站

### 公共自行車
- 高雄市公共自行車租賃系統：
  - 鼓山鼓山一路119巷口：鼓山一路111號(東側人行道)

## 外部連結
- 金馬賓館當代美術館的Facebook專頁